# Croton ynesae
Espèce
Croton ynesae est une espèce de plantes à fleurs du genre Croton et de la famille des Euphorbiaceae, présente dans l'est du Mexique, entre les États de Nayarit et Guerrero.